# Refrigeratore evaporativo

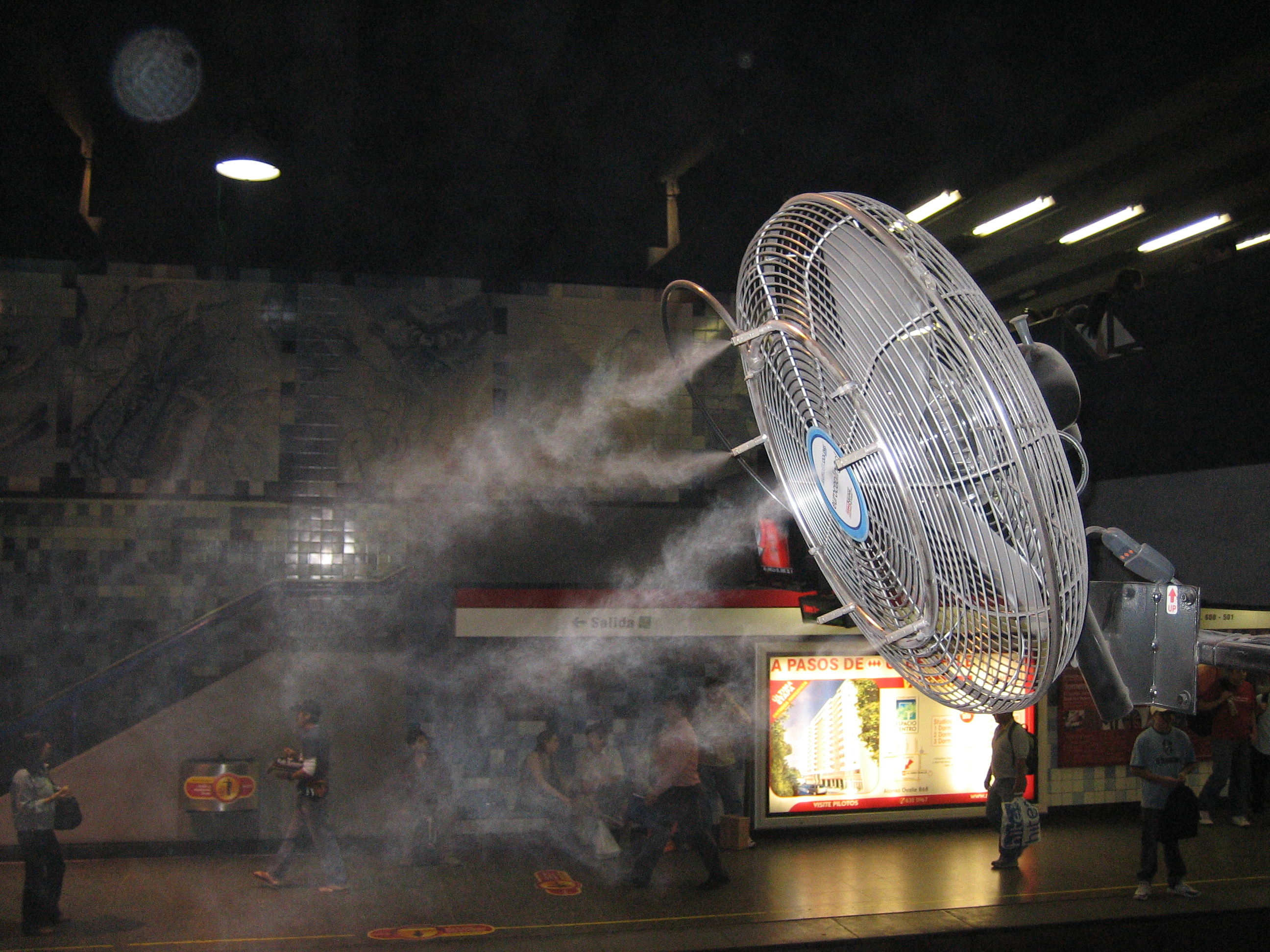
Un ventilatore refrigeratore evaporativo in una stazione della metropolitana in Cile

Un refrigeratore evaporativo (anche noto come refrigeratore palude o deserto, e condizionatore/climatizzatore ad acqua) è un dispositivo che raffredda l'aria tramite il fenomeno dell'evaporazione dell'acqua. Il refrigeratore evaporativo differisce dal tipico sistema di aria condizionata, che basa il suo funzionamento sul ciclo-frigorifero, sfruttando invece la grande entalpia di vaporizzazione dell'acqua. La temperatura dell'aria secca può essere drasticamente ridotta attraverso la transizione di fase dall'acqua liquida al vapore acqueo (evaporazione), in grado di rinfrescare l'aria utilizzando molta meno energia rispetto alla refrigerazione classica. In climi estremamente secchi, il raffreddamento evaporativo ha il vantaggio aggiuntivo di aumentare l'umidità dell'aria a beneficio del comfort degli occupanti dell'edificio. A differenza della refrigerazione a ciclo chiuso, il raffreddamento per evaporazione richiede una sorgente d'acqua e deve continuamente consumare acqua per poter funzionare.
Le torri di raffreddamento utilizzano gli stessi principi dei refrigeratori evaporativi, ma sono progettate per scopi diversi dal raffreddamento diretto dell'aria all'interno di un edificio. Ad esempio, un refrigeratore evaporativo può essere progettato per raffreddare le bobine di un grande impianto di condizionamento o di refrigerazione per aumentarne l'efficienza.

## Storia

Diagramma schematico di un'antica torre del vento e di un qanat iraniani, utilizzati per il refrigeramento evaporativo degli edifici.

Un'antica forma di raffreddamento per evaporazione, la torre del vento, venne utilizzata per la prima volta nell'antico Egitto e in Persia migliaia di anni fa. Sui tetti degli edifici erano collocati dei dispositivi ad aletta che raccoglievano il vento, lo convogliavano in un qanat e poi immettevano l'aria raffreddata nell'edificio.
Il refrigeratore evaporativo è stato oggetto di numerosi brevetti statunitensi nel XX secolo; molti di questi, a partire dal 1906, suggerivano o presumevano l'uso di pastiglie excelsior (lana di legno) come elementi in grado di portare un grande volume di acqua a contatto con l'aria in movimento per consentirne l'evaporazione. Un tipico progetto, come mostrato in un brevetto del 1945, include un serbatoio d'acqua (il cui livello è solitamente controllato da una valvola a galleggiante), una pompa per far circolare l'acqua al di sopra dei cuscinetti excelsior, e una ventola centrifuga per aspirare l'aria attraverso di essi e portala all'interno della casa. Questo progetto e questo materiale sono ancora dominanti nei refrigeratori evaporativi nel sud-ovest statunitense, dove sono utilizzati anche per aumentare l'umidità. Negli Stati Uniti, l'uso del termine "refrigeratore palude" può essere dovuto all'odore di alghe prodotto dalle prime unità.

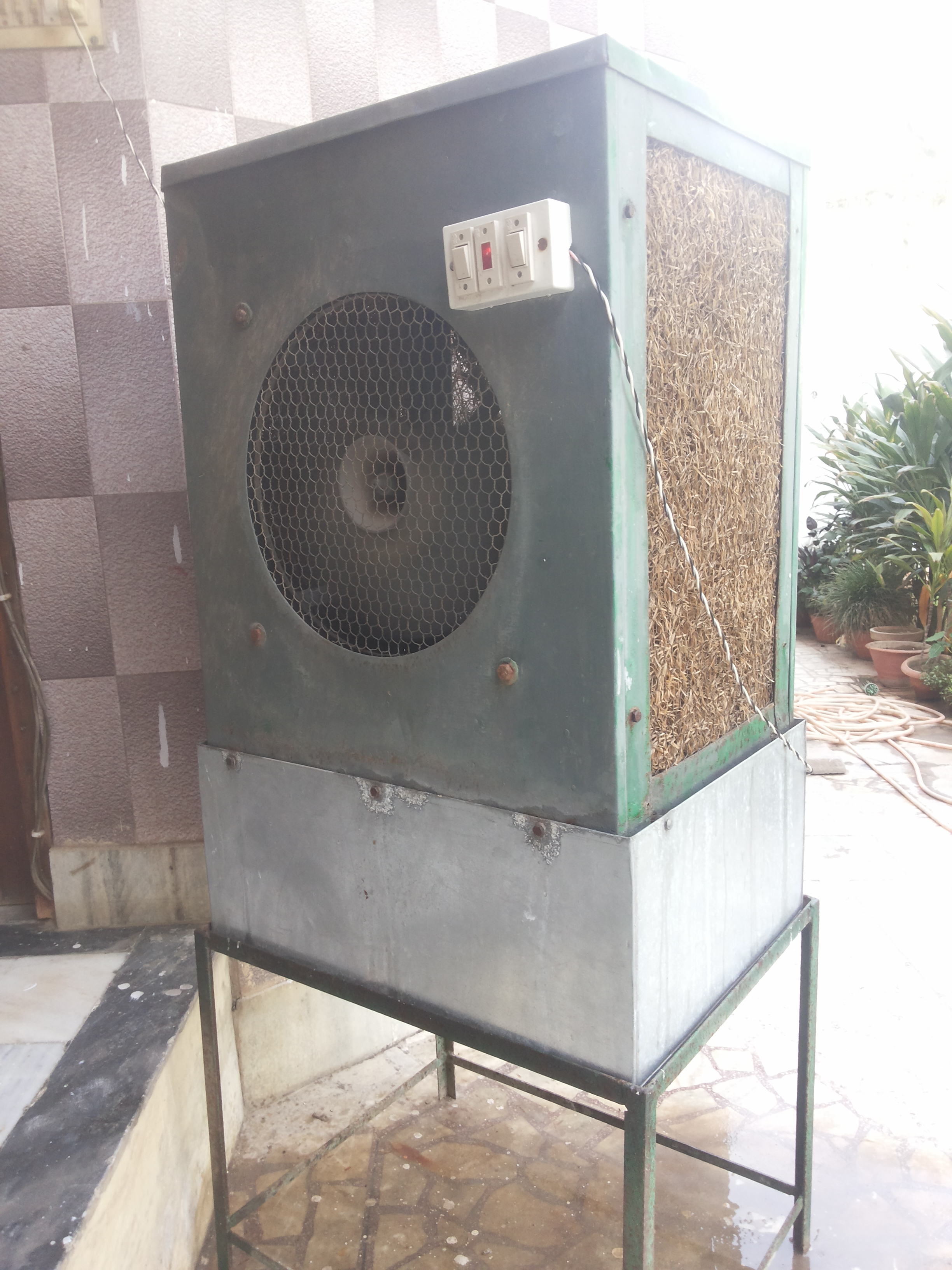
Un dispositivo di raffreddamento dell'aria tradizionale a Mirzapur, Uttar Pradesh, India

Dispositivi di raffreddamento evaporativo montati esternamente (refrigeratori per auto) sono stati utilizzati in alcune automobili per climatizzare l'aria interna, spesso come accessori aftermarket, fino a quando non si è ampiamente diffusa la moderna climatizzazione a compressione di vapore.
Le tecniche passive di refrigeramento evaporativo negli edifici sono state una caratteristica dell'architettura del deserto per secoli, ma l'accettazione, lo studio, l'innovazione e l'applicazione commerciale nel mondo occidentale sono relativamente recenti. Nel 1974, William H. Goettl notò come la tecnologia di refrigeramento evaporativo funzionasse in climi aridi, ipotizzò che un'unità combinata potesse essere più efficace e inventò l'"High Efficiency Astro Air Piggyback System" un condizionatore combinato di refrigerazione a compressione e raffreddamento evaporativo. Nel 1986, i ricercatori dell'Università dell'Arizona W. Cunningham e T. Thompson costruirono una torre di raffreddamento evaporativa passiva, e i dati sulle prestazioni di questo impianto sperimentale di Tucson, in Arizona, divennero il fondamento delle linee guida di progettazione delle torri evaporative di raffreddamento sviluppate da Baruch Givoni.

## Principio fisico di funzionamento
I refrigeratori evaporativi abbassano la temperatura dell'aria utilizzando il principio del raffreddamento evaporativo, a differenza dei tipici sistemi di condizionamento dell'aria che utilizzano refrigerazione a compressione di vapore. Il raffreddamento per evaporazione è la conversione di acqua liquida in vapore a spese dell'energia termica presente nell'aria, con conseguente riduzione della temperatura dell'aria stessa. L'energia necessaria per vaporizzare l'acqua viene prelevata dall'aria sotto forma di calore sensibile, che influenza la temperatura dell'aria, e convertita in calore latente, l'energia presente nella componente del vapore acqueo, mentre l'aria rimane a un valore di entalpia costante. Questa conversione del calore sensibile in calore latente è nota come processo isoentalpico perché si verifica a un valore di entalpia costante. Il raffreddamento per evaporazione provoca quindi una caduta della temperatura dell'aria proporzionale alla caduta di calore sensibile e un aumento dell'umidità proporzionale al guadagno di calore latente. Il raffreddamento evaporativo può essere visualizzato utilizzando un diagramma psicrometrico trovando la condizione iniziale dell'aria e spostandosi lungo una linea di entalpia costante verso uno stato di maggiore umidità.
Un semplice esempio di raffreddamento evaporativo naturale è la sudorazione, la cui evaporazione raffredda il corpo. La quantità di trasferimento di calore dipende dalla velocità di evaporazione, tuttavia per ogni chilogrammo di acqua vaporizzata vengono trasferiti 2257 kJ di energia (ossia circa 540 kcal/kg, equivalenti anche a circa 890 BTU per libbra di acqua pura, a 95 °F (35 °C)). Il tasso di evaporazione dipende dalla temperatura e dall'umidità dell'aria, motivo per cui il sudore si accumula di più nei giorni umidi, in quanto non evapora abbastanza velocemente.
La refrigerazione a compressione di vapore dei condizionatori classici anche utilizza il raffreddamento per evaporazione, ma il vapore prodotto si trova all'interno di un sistema sigillato, e viene quindi compresso pronto per evaporare nuovamente, a spese di energia immessa nel sistema. La normale acqua di un refrigeratore evaporativo viene vaporizzata nell'ambiente e non più recuperata. In un'unità di refrigerazione degli ambienti interni, l'acqua evaporata viene introdotta nei medesimi ambienti insieme all'aria raffreddata; in una torre evaporativa l'acqua evaporata viene trasportata nello scarico del flusso d'aria.

## Altri tipi di raffreddamento a cambiamento di fase
Un processo strettamente correlato, il raffreddamento a sublimazione, differisce dal raffreddamento evaporativo in quanto avviene una transizione di fase da solido a vapore, piuttosto che da liquido a vapore.
Il raffreddamento a sublimazione è stato osservato su scala planetaria sul pianeta nano Plutone, ed è stato definito un effetto anti-serra.
Un'altra applicazione di raffreddamento a cambiamento di fase è la lattina per bevande "auto-refrigerante". Un compartimento separato all'interno della lattina contiene un essiccante e un liquido. Poco prima di bere, viene tirata una linguetta in modo che l'essiccante entri in contatto con il liquido e si dissolva. Mentre lo fa, assorbe una quantità di energia termica chiamata calore latente di fusione. Il raffreddamento evaporativo funziona con il cambio di fase del liquido nel vapore e il calore latente della vaporizzazione, ma la lattina ad auto-raffreddamento utilizza il passaggio da solido a liquido e il calore latente di fusione per ottenere lo stesso risultato.

## Applicazioni
Prima dell'avvento dei dispositivi di refrigerazione moderni, il raffreddamento per evaporazione è stato usato per millenni. Un recipiente poroso di terracotta è in grado di raffreddare l'acqua per evaporazione attraverso le sue pareti; affreschi risalenti al 2 500 a.C. circa illustrano schiavi che smuovono giare d'acqua per rinfrescare le stanze. Poteva anche essere collocato un vessillo all'interno di una ciotola d'acqua, coperta con un panno bagnato che si immerge nell'acqua, per mantenere il latte o il burro il più fresco possibile.

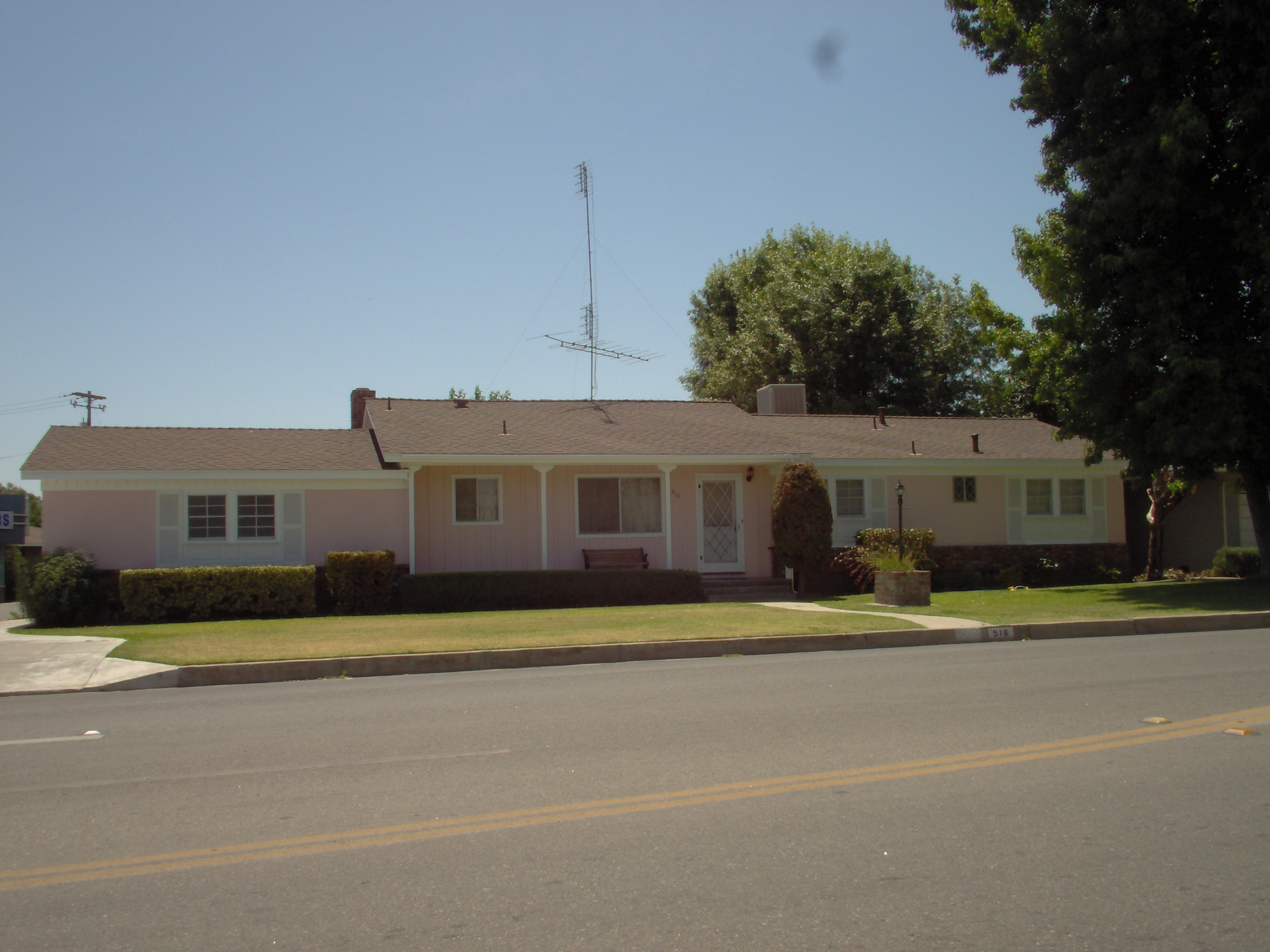
Un ranch in California con dispositivo di raffreddamento evaporativo sul crinale del tetto.

Il raffreddamento evaporativo è una forma comune di raffreddamento degli edifici per ottenere il comfort termico poiché è relativamente economico e richiede meno energia rispetto ad altre forme di raffreddamento.

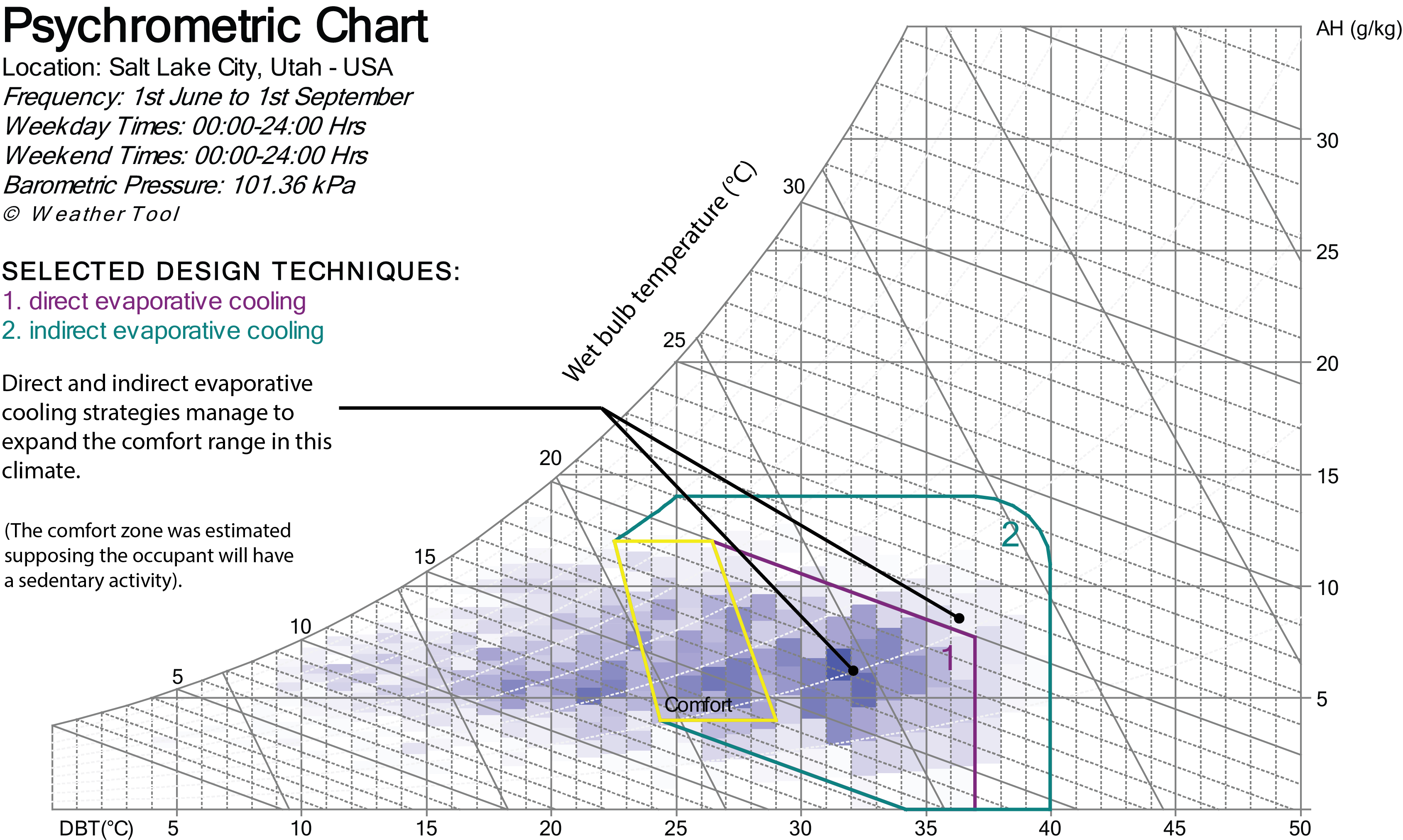
Diagramma psicrometrico di esempio di Salt Lake City

La figura mostra i dati meteo di Salt Lake City che rappresenta il tipico clima estivo (da giugno a settembre). Le linee colorate illustrano le zone di maggior efficacia delle strategie di raffreddamento evaporativo diretto e indiretto per ampliare la gamma di comfort nel periodo estivo. Si spiega principalmente con la combinazione di una maggiore velocità dell'aria da un lato, e di un'elevata umidità interna quando la regione consente la strategia di raffreddamento per evaporazione diretta dall'altro. Le tecnologie di raffreddamento evaporativo che comportano l'umidificazione dell'aria di un edificio dovrebbero essere implementate in condizioni asciutte dove l'aumento del contenuto di umidità e la qualità dell'aria all'interno possano restare entro i limiti di quelli raccomandati per il comfort degli occupanti. Le torri di raffreddamento passive mancano del controllo che i sistemi HVAC tradizionali offrono agli occupanti. Tuttavia, una maggiore ventilazione forzata dell'aria negli ambienti può migliorare il comfort degli occupanti.
In conclusione, il raffreddamento evaporativo è più efficace quando l'umidità relativa atmosferica è bassa, limitando la sua diffusione ai climi secchi. Infatti aumentando significativamente il tasso di umidità degli ambienti interni, gli abitanti del deserto possono maggiormente apprezzarlo in quanto l'aria umida reidrata la pelle. Pertanto, la valutazione dei dati climatici tipici è una procedura essenziale per determinare l'efficacia dei progetti di raffreddamento evaporativo per un edificio.
Le tre considerazioni climatiche più importanti sono la temperatura di bulbo secco, la temperatura di bulbo umido e la depressione di bulbo umido durante una tipica giornata estiva. È importante determinare se la depressione di bulbo umido possa fornire un raffreddamento sufficiente. Sottraendo la depressione di bulbo umido dalla temperatura esterna di bulbo secco, si può stimare la temperatura approssimativa dell'aria utilizzando il refrigeramento evaporativo. È importante considerare che la capacità della temperatura esterna di bulbo secco di raggiungere la temperatura di bulbo umido dipende dall'efficienza di saturazione. Una raccomandazione generale per l'applicazione del raffreddamento evaporativo diretto è di implementarla in luoghi in cui la temperatura di bulbo umido dell'aria esterna non superi i 22 °C (72 °F). Tuttavia, nell'esempio di Salt Lake City, il limite superiore per il raffreddamento per evaporazione diretto sulla carta psicrometrica è 20 °C (68 °F). Nonostante il valore inferiore, questo clima è idoneo all'impiego di tale metodo di raffreddamento.
Negli Stati Uniti, gli stati occidentali/montani sono luoghi idonei (clima caldo e secco), con refrigeratori evaporativi prevalenti in città come Denver, Salt Lake City, Albuquerque, El Paso, Tucson e Fresno. L'aria condizionata evaporativa è anche popolare e ben adatta alla parte meridionale (temperata) dell'Australia. In climi aridi e asciutti, il costo di installazione e di funzionamento di un refrigeratore evaporativo può essere molto inferiore a quello del condizionatore refrigerante classico, spesso dell'80% circa. Talvolta il raffreddamento per evaporazione e l'aria condizionata a compressione di vapore sono utilizzati in combinazione per ottenere risultati di raffreddamento ottimali. Alcuni refrigeratori evaporativi possono anche servire da umidificatori nella stagione fredda. Anche in regioni che sono per lo più aride, la presenza di brevi periodi di elevata umidità possono impedire che il raffreddamento evaporativo sia un sistema di raffreddamento efficace. Un esempio è la stagione dei monsoni nel Nuovo Messico e nel sud dell'Arizona in luglio e agosto.
In luoghi con umidità moderata ci sono molti impieghi a basso costo per il raffreddamento evaporativo, in aggiunta al loro uso diffuso nei climi secchi. Ad esempio, impianti industriali, cucine commerciali, lavanderie, lavanderie a secco, serre, raffreddamento spot (banchine di carico, magazzini, fabbriche, cantieri, eventi sportivi, officine, garage e canili) e agricoltura di confinamento (allevamenti di pollai, maiali e latterie) spesso impiegano il raffreddamento per evaporazione. In climi molto umidi, il raffreddamento per evaporazione può dare un maggiore beneficio di comfort termico oltre all'aumento della ventilazione e del movimento dell'aria che fornisce.

### Altri esempi
Gli alberi traspirano grandi quantità di acqua attraverso i pori delle loro foglie chiamati stomi, e attraverso questo processo di raffreddamento per evaporazione, le foreste interagiscono con il clima a livello locale e globale.
Il raffreddamento evaporativo è comunemente usato nelle applicazioni criogeniche. Il vapore sopra un serbatoio di liquido criogenico viene pompato via e il liquido evapora continuamente fintanto che la pressione del vapore del liquido resta significativa. Il raffreddamento evaporativo dell'elio ordinario forma un 1-K pot, che può raffreddare ad almeno 1,2 K. Il raffreddamento evaporativo di elio-3 può fornire temperature inferiori a 300 mK. Queste tecniche possono essere utilizzate per produrre criorefrigeratori o come componenti di criostati a bassa temperatura come i refrigeratori a diluizione. Quando la temperatura diminuisce, anche la pressione del vapore del liquido cala e il raffreddamento diventa meno efficace. Ciò determina un limite inferiore alla temperatura raggiungibile per un determinato liquido.
Il raffreddamento evaporativo è anche l'ultimo passaggio di raffreddamento per ottenere le temperature ultra-basse richieste per la condensazione di Bose-Einstein (BEC). Qui, il cosiddetto raffreddamento forzato per evaporazione viene utilizzato per rimuovere selettivamente atomi energetici ('caldi') da una nuvola di atomi finché la nube rimanente non viene raffreddata al di sotto della temperatura di transizione BEC. Per una nuvola di 1 milione di atomi di alcali, questa temperatura è di circa 1 μK.
Mentre le sonde spaziali utilizzano quasi esclusivamente la radiazione termica, molti veicoli spaziali con equipaggio hanno missioni brevi che consentono il raffreddamento evaporativo a ciclo aperto. Gli esempi includono lo Space Shuttle, il modulo Apollo Command/Service Module (CSM), il modulo lunare e il Primary Life Support System.

## Tecnologia

Schema di funzionamento di un refrigeratore evaporativo

La maggior parte dei progetti si avvantaggia del fatto che l'acqua ha uno dei più alti valori noti di entalpia di vaporizzazione (calore latente di vaporizzazione) rispetto a qualsiasi altra sostanza comune. Per questo motivo, i refrigeratori evaporativi utilizzano solo una frazione dell'energia dei sistemi di condizionamento dell'aria a compressione di vapore o ad assorbimento. Sfortunatamente, ad eccezione dei climi molto secchi, il refrigeratore a stadio singolo (diretto) può aumentare l'umidità relativa (RH) a un livello di disagio per gli occupanti. I refrigeratori evaporativi indiretti e a due stadi mantengono la RH più bassa.

### Refrigeratore evaporativo diretto

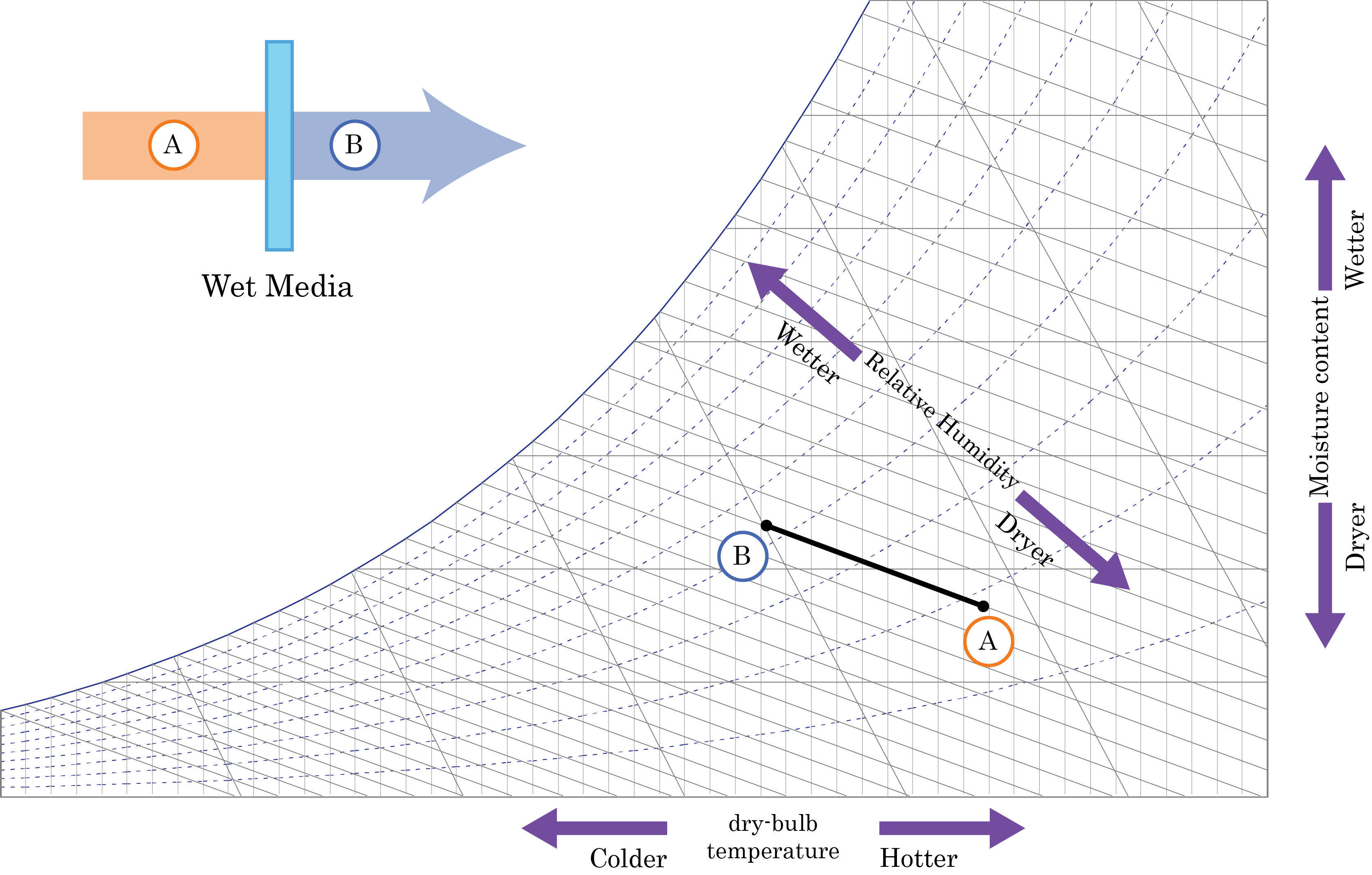
Diagramma schematico di un refrigeratore evaporativo diretto

Il refrigeratore evaporativo diretto (circuito aperto) viene utilizzato per abbassare la temperatura e aumentare l'umidità dell'aria utilizzando il calore latente di evaporazione, trasformando l'acqua liquida in vapore acqueo. In questo processo, l'energia nell'aria non cambia. L'aria calda e secca viene trasformata in aria fresca e umida. Il calore dell'aria esterna viene utilizzato per far evaporare l'acqua. L'umidità relativa aumenta fino al 70-90%, il che riduce l'effetto di raffreddamento della traspirazione umana. L'aria umida deve essere continuamente espulsa all'esterno, altrimenti diventa satura e il processo di evaporazione si interrompe.
Un'unità di refrigeramento evaporativo diretto meccanico utilizza una ventola per aspirare l'aria attraverso una membrana bagnata, o tampone, che fornisce un'ampia superficie per l'evaporazione dell'acqua in aria. L'acqua viene spruzzata nella parte superiore del pannello in modo che possa gocciolare verso il basso nella membrana e mantenendola satura di liquido. Qualsiasi eccesso di acqua che fuoriesce dal fondo della membrana viene raccolta in una vaschetta e reimmessa nel circuito. I refrigeratori evaporativi diretti a stadio singolo sono in genere di piccole dimensioni in quanto sono costituiti solo da membrana, pompa dell'acqua e ventilatore centrifugo. Il contenuto di sali minerali presente di norma nell'acqua di acquedotto causerà il degrado della membrana, fino a portare all'intasamento definitivo della stessa. A seconda del contenuto di minerali e del tasso di evaporazione dell'acqua utilizzata, sono necessarie pulizia e manutenzione regolari per garantire prestazioni ottimali. Generalmente, l'aria di alimentazione proveniente dal refrigeratore evaporativo a stadio singolo dovrà essere scaricata direttamente (flusso a flusso unico) a causa dell'elevata umidità. Alcune soluzioni progettuali sono state concepite per utilizzare l'energia dell'aria, come incanalare l'aria di scarico attraverso due lastre di finestre con doppi vetri, riducendo così l'energia solare assorbita dalla vetratura. Rispetto all'energia richiesta per raggiungere il volume di raffreddamento equivalente con un compressore, i refrigeratori evaporativi a stadio singolo consumano meno energia.
Il raffreddamento evaporativo diretto passivo può essere impiegato dovunque il vapore di acqua rinfrescata sia in grado di raffreddare uno spazio senza la necessità di un ventilatore. Ciò può essere ottenuto attraverso l'uso di fontane o più progetti architettonici quali la Torre di raffreddamento, detta anche "Torre di raffreddamento passiva". Questa soluzione permette all'aria esterna di scorrere sulla cima di una torre costruita all'interno o accanto all'edificio. L'aria esterna entra in contatto con l'acqua situata all'interno della torre, per il tramite di una membrana imbevuta o un raccoglitore. Mentre l'acqua evapora nell'aria esterna, l'aria diventa più fresca e meno capace di elevarsi, e crea un flusso verso la parte inferiore della torre. Qui, una presa permette all'aria più fresca di essere convogliata verso l'interno dell'edificio.
Analogamente ai refrigeratori evaporativi meccanici, le torri possono essere una soluzione interessante a basso consumo energetico per il clima caldo e secco in quanto necessitano solo di una pompa dell'acqua per raccogliere l'acqua nella parte superiore della torre.
Il risparmio energetico ottenuto utilizzando un sistema di refrigerazione evaporativo diretto dipende dal clima e dalla quantità di calore di evaporazione atmosferico. Per climi aridi con una grande depressione di bulbo umido, le torri di raffreddamento sono in grado di fornire sufficiente raffreddamento nelle condizioni climatiche ideali vicine a quelle previste nel progetto. Ad esempio, un negozio al dettaglio di 370 m² (4 000 ft²) a Tucson, in Arizona, con un guadagno di calore sensibile di 100 000 Btu/h (110 MJ/h) può essere raffreddato interamente da due torri di raffreddamento passive, capaci di raffreddare 200 metri cubi per ora (7 000 piedi cubi all'ora) ciascuna.
Per il centro visitatori del parco nazionale di Zion, che utilizza due torri di raffreddamento passive, l'intensità di raffreddamento era di 14,5 MJ/m², pari al 77% in meno di un tipico edificio negli Stati Uniti occidentali che utilizza 62,5 MJ/m². Uno studio sui risultati delle prestazioni sul campo in Kuwait ha rivelato che il fabbisogno energetico di un dispositivo di raffreddamento evaporativo è di circa il 75% in meno rispetto a quello necessario per una unità di condizionamento d'aria convenzionale.

### Refrigeratore evaporativo indiretto

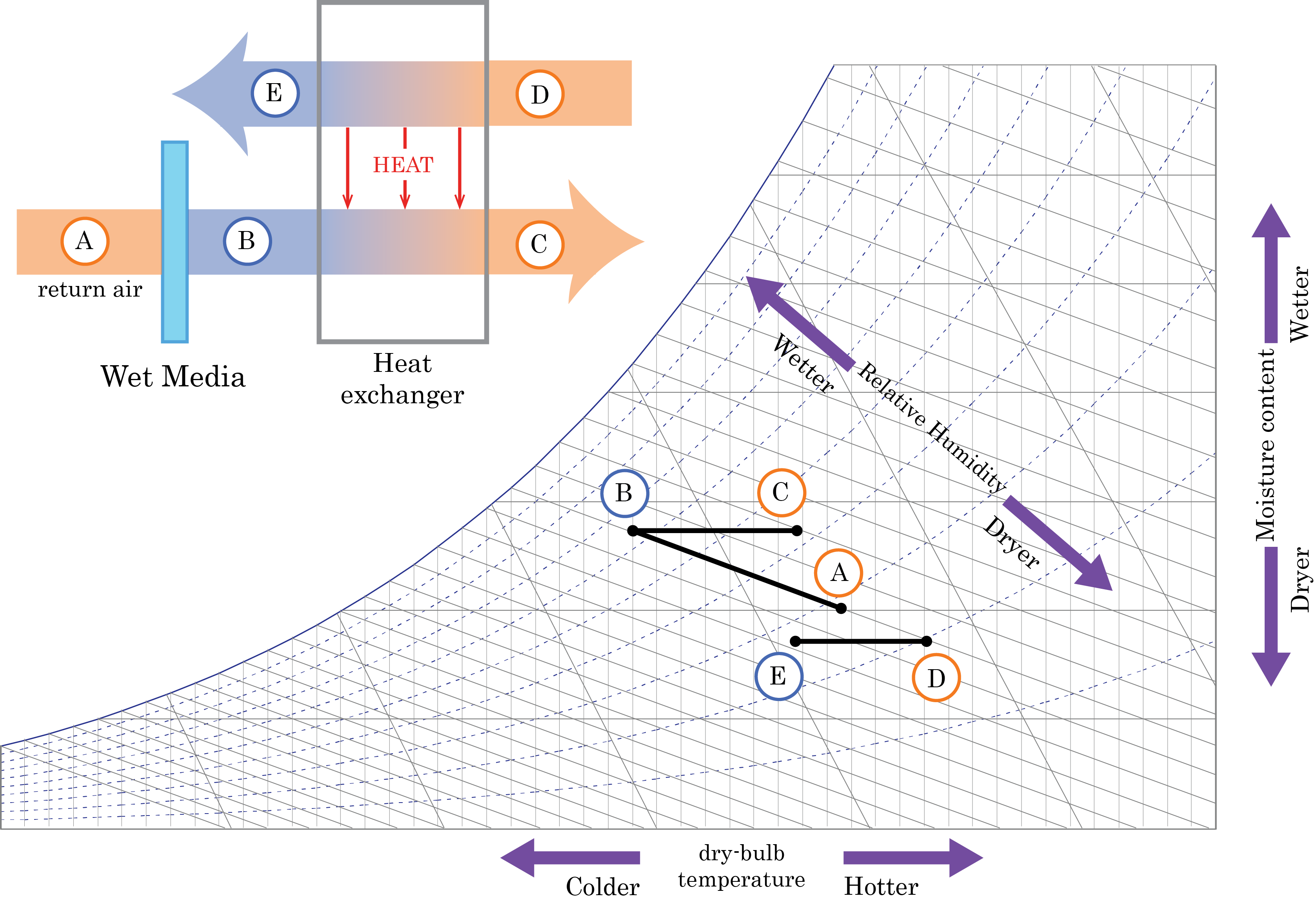
Diagramma schematico di un refrigeratore evaporativo indiretto

Il refrigeratore evaporativo indiretto (a circuito chiuso) utilizza il raffreddamento evaporativo diretto in aggiunta ad uno scambiatore di calore per trasferire l'energia fredda (assorbire il calore) all'aria di ingresso. L'aria umida rinfrescata proveniente dal processo di raffreddamento evaporativo diretto non entra mai in contatto direttamente con l'aria di alimentazione condizionata. La corrente d'aria umida viene espulsa all'esterno o utilizzata per raffreddare altri dispositivi esterni come le celle solari che sono più efficienti se mantenute fresche. Un produttore di refrigeratori indiretti utilizza il cosiddetto ciclo Maisotsenko che impiega uno scambiatore di calore iterativo (multi-step) in grado di ridurre la temperatura dell'aria trattata al di sotto della temperatura di bulbo umido avvicinandosi al punto di rugiada. Sebbene non venga aggiunta umidità all'aria in ingresso, l'umidità relativa (RH) aumenta leggermente secondo la formula Temperatura-RH. Tuttavia, l'aria relativamente secca derivante dal raffreddamento evaporativo indiretto consente al sudore degli abitanti di evaporare più facilmente, aumentando l'efficacia relativa di questa tecnica. Il raffreddamento indiretto è una strategia efficace per i climi caldo-umidi che non possono permettersi l'aumento del contenuto di umidità dell'aria trattata a causa della qualità dell'aria interna e dei problemi di comfort termico umano.
I grafici di fianco descrivono il processo di raffreddamento evaporativo diretto e indiretto con i cambiamenti di temperatura, il contenuto di umidità e l'umidità relativa dell'aria.
Le tecnologie passive di raffreddamento evaporativo indiretto necessitano di un elemento architettonico che agisce come uno scambiatore di calore (ad esempio un tetto). Questo elemento può essere spruzzato con acqua e raffreddato grazie all'evaporazione della stessa su di esso. Questa tecnologia è impiegata di rado a causa dell'elevata necessità di acqua, che introduce anche il rischio di infiltrazione del liquido che può compromettere la struttura dell'edificio.

### Refrigeratore evaporativo a due stadi, o indiretto-diretto
Nella prima fase di un dispositivo di raffreddamento a due stadi, l'aria calda viene pre-raffreddata indirettamente senza aggiungere umidità (passando all'interno di uno scambiatore di calore che viene raffreddato dall'evaporazione verso l'esterno). Nella fase diretta, l'aria pre-raffreddata passa attraverso un cuscinetto imbevuto d'acqua e raccoglie umidità mentre si raffredda. Poiché l'aria viene pre-raffreddata nella prima fase, viene trasferita meno umidità nella fase diretta, per raggiungere la temperatura desiderata. Il risultato, secondo i produttori, è dell'aria più fredda con una umidità relativa compresa tra il 50% e il 70%, a seconda del clima, rispetto a un sistema tradizionale che produce circa il 70-80% di umidità relativa nell'aria condizionata.
In alcuni progetti ibridi, il raffreddamento diretto o indiretto viene combinato con la compressione del vapore o l'aria condizionata ad assorbimento per aumentare l'efficienza complessiva e/o per ridurre la temperatura al di sotto del limite del bulbo umido.

### Materiali
Tradizionalmente, i pannelli di raffreddamento evaporativi sono costituiti da excelsior (fibra di legno di aspen) posti all'interno di una rete di contenimento, ma i materiali più moderni, come alcuni materiali plastici e carta melaminica, stanno entrando nell'impiego comune come materiale refrigerante. I moderni supporti rigidi, comunemente spessi 8" o 12", aggiungono più umidità, e quindi raffreddano l'aria più dei materiali tipicamente più sottili basati sull'aspen. Un altro materiale che viene talvolta usato è il cartone ondulato.

### Considerazioni progettuali

#### Utilizzo dell'acqua
Nei climi aridi e semi-aridi, la scarsità di acqua rende il consumo di acqua un problema nella progettazione di questo sistema di raffreddamento. Dai misuratori per l'acqua installati nel corso del 2002 è stato registrato il consumo di 420 938 litri (111 200 US gal) di acqua per le due torri di raffreddamento passive presso il centro visitatori del Parco Nazionale di Zion. Tuttavia, tali preoccupazioni sono già considerate dagli esperti che osservano che la generazione di elettricità richiede una grande quantità di acqua e i refrigeratori evaporativi consumano molta meno elettricità; per cui la quantità di acqua utilizzata è analoga, ma costano meno in generale rispetto ai refrigeratori tradizionali.

#### Ombreggiatura
Consentire l'esposizione solare diretta ai pannelli dell'impianto aumenta il tasso di evaporazione. La luce solare può, tuttavia, degradare alcuni materiali, oltre a surriscaldare altri elementi dell'impianto di raffreddamento evaporativo. Pertanto, l'ombreggiatura è consigliabile nella maggior parte delle installazioni.

#### Sistemi meccanici
Oltre ai ventilatori utilizzati nel raffreddamento meccanico per evaporazione, le pompe sono l'unica altra apparecchiatura meccanica necessaria per il processo di raffreddamento evaporativo in applicazioni sia meccaniche che passive. Le pompe possono essere utilizzate sia per ricircolare l'acqua sul pannello di raccolta umidificato, sia per fornire acqua ad altissima pressione per una torre di raffreddamento passiva. Le specifiche della pompa variano in base ai tassi di evaporazione e all'area del panello del supporto. Il centro visitatori del Parco Nazionale di Zion utilizza una pompa da 250 W (1⁄3 hp).

#### Scarico
Devono sempre essere usati condotti di scarico e/o finestre aperte per consentire all'aria di uscire continuamente dalla zona di aria condizionata. In caso contrario, aumenta la pressione e il ventilatore o i ventilatori del sistema non sono in grado di immettere molta aria attraverso il supporto nell'ambiente da condizionare. Il sistema evaporativo non può funzionare senza scaricare l'alimentazione continua di aria dall'area condizionata verso l'esterno. Ottimizzando il posizionamento dell'ingresso dell'aria fredda, insieme alla disposizione dei passaggi della casa, delle porte correlate e delle finestre della stanza, il sistema può essere utilizzato in modo più efficace per dirigere l'aria raffreddata verso le aree richieste. Una disposizione ben progettata può efficacemente raccogliere ed espellere l'aria calda dalle aree desiderate senza la necessità di un sistema di sfiato canalizzato sopra il soffitto. Il flusso d'aria continuo è essenziale, quindi le finestre di scarico o le prese d'aria non devono limitare il volume e il passaggio di aria introdotti dalla macchina di raffreddamento per evaporazione. Bisogna anche tenere conto della direzione del vento esterno, poiché, ad esempio, un forte vento caldo del sud rallenterà o limiterà l'aria esausta da una finestra rivolta a sud. È sempre meglio aprire le finestre sottovento, mentre le finestre controvento vanno chiuse.

## Installazioni

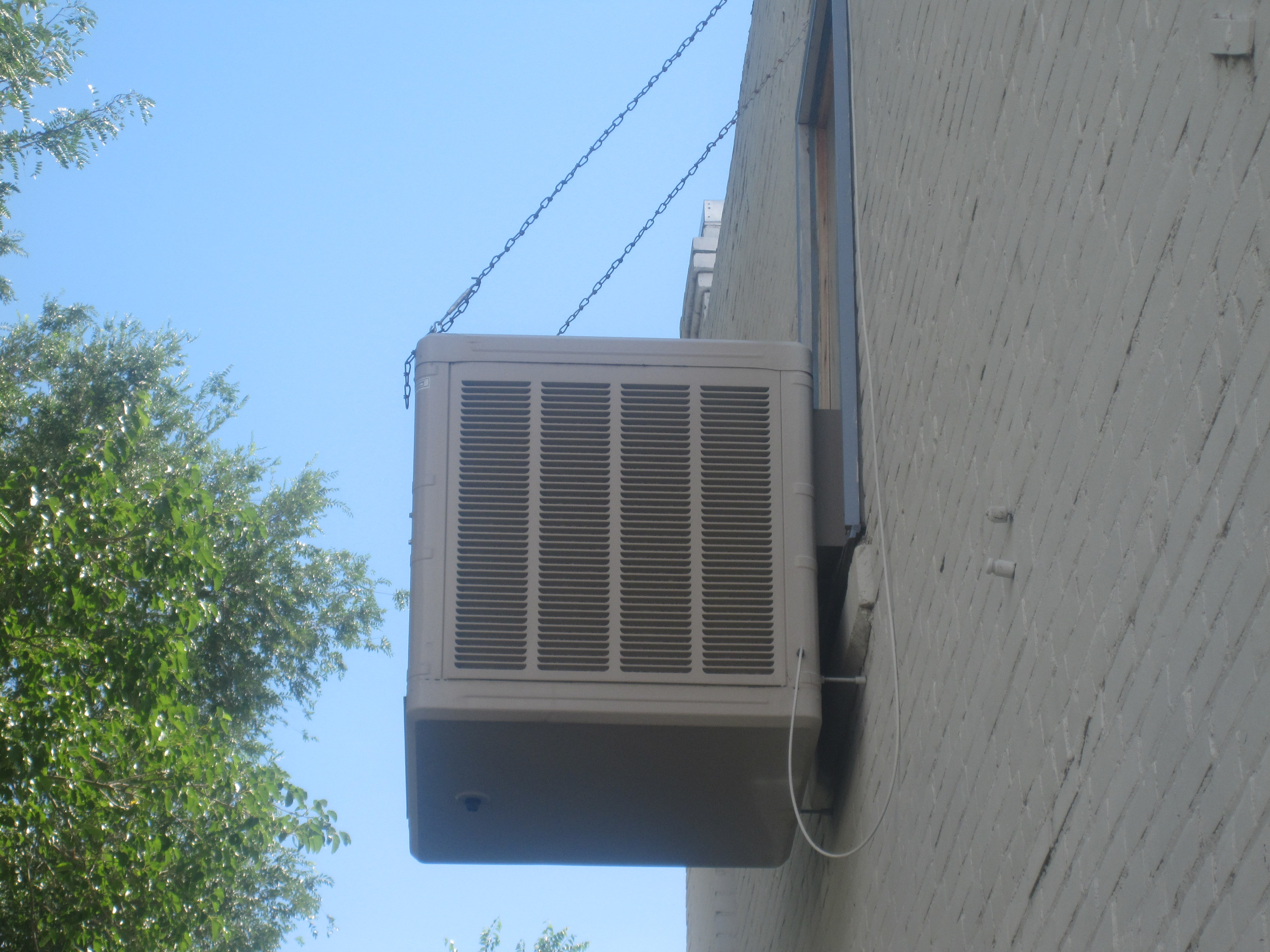
Un dispositivo di raffreddamento per evaporazione, fotografato a Rocky Ford, in Colorado, utilizzato nelle parti più aride degli Stati Uniti occidentali per fornire un raffreddamento economico.

### Installazioni tipiche
Tipicamente, i dispositivi di raffreddamento evaporativo per uso residenziale e industriale utilizzano l'evaporazione diretta e possono essere descritti come un contenitore metallico o di plastica con lati ventilati. L'aria viene mossa da un ventilatore o ventilatore centrifugo (solitamente azionato da un motore elettrico con pulegge noto come 'pulegge' nella terminologia HVAC o da una ventola assiale a comando diretto), e viene impiegata una pompa di acqua per bagnare i pannelli di raffreddamento evaporativo. Le unità di raffreddamento possono essere montate sul tetto (tiraggio verso il basso o verso il basso) o pareti esterne o finestre (tiraggio laterale o flusso orizzontale) degli edifici. Per raffreddare, la ventola aspira l'aria dell'ambiente attraverso le bocchette sui lati dell'unità e attraverso i cuscinetti umidi. Il calore nell'aria fa evaporare l'acqua dalle pastiglie umide che vengono costantemente riumidificate per continuare il processo di raffreddamento. Una volta raffreddata, l'aria umida viene immessa nell'edificio tramite una bocchetta sul tetto o sul muro.
Poiché l'aria di raffreddamento ha origine all'esterno dell'edificio, è necessario che siano presenti uno o più sfiati per consentire all'aria di spostarsi dall'interno all'esterno. L'aria dovrebbe essere lasciata passare solo una volta attraverso il sistema, o l'effetto di raffreddamento diminuirà. Ciò è dovuto al fatto che l'aria raggiunge il punto di saturazione. Spesso si raggiungono circa 15 cambi d'aria all'ora (ACH) negli spazi serviti da refrigeratori evaporativi, un tasso di cambio d'aria relativamente alto.

### Torri di raffreddamento
Le torri di raffreddamento sono strutture per il raffreddamento dell'acqua o altri mezzi di trasferimento del calore alla temperatura del bulbo umido prossima a quella ambientale. Le torri di raffreddamento umide funzionano secondo il principio del raffreddamento evaporativo, ma sono ottimizzate per raffreddare l'acqua anziché l'aria. Le torri di raffreddamento si possono trovare spesso su grandi edifici o su siti industriali. Ad esempio, trasferiscono calore all'ambiente da refrigeratori, processi industriali o il ciclo di Rankine.

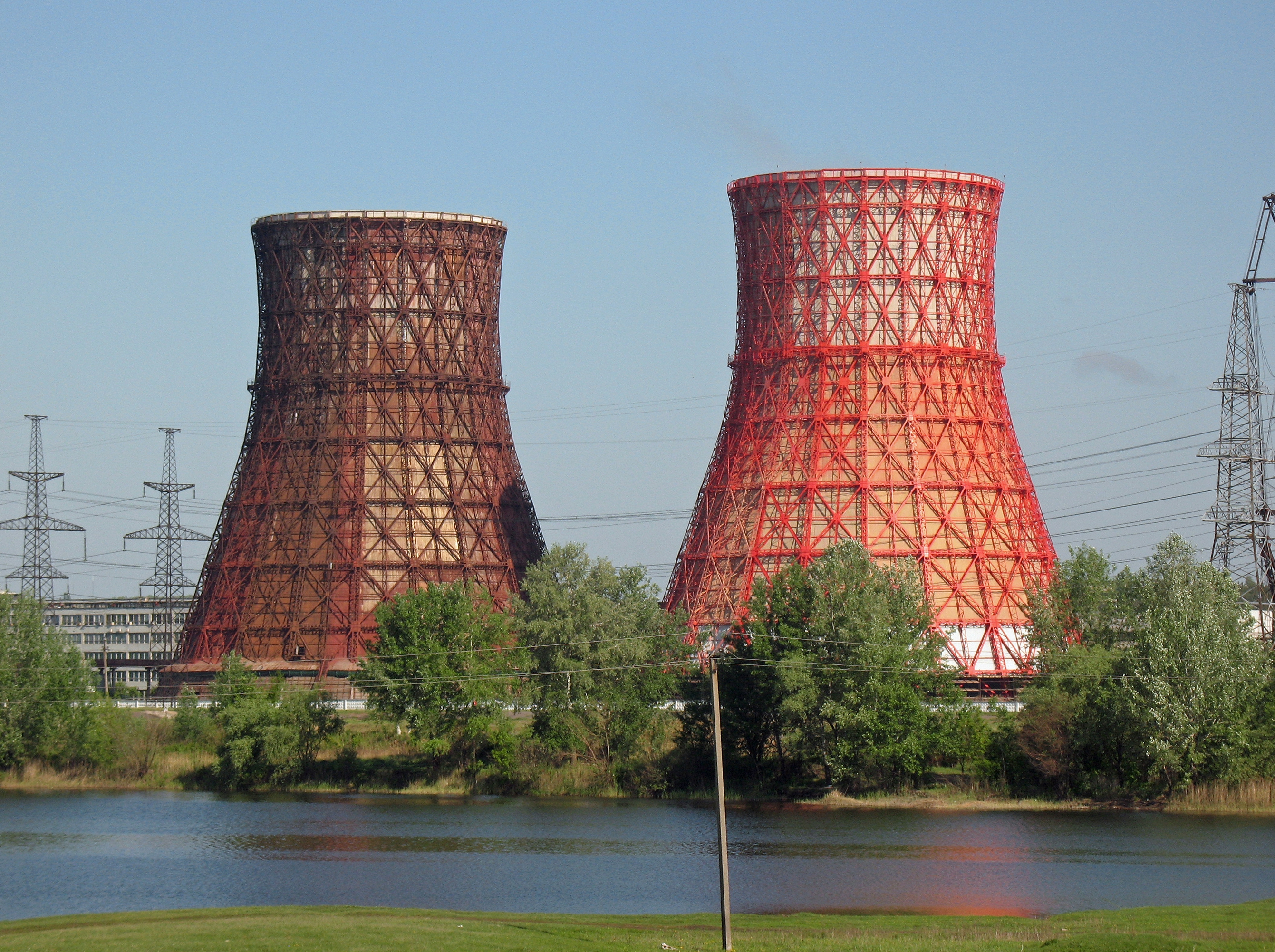
Grandi torri di raffreddamento iperboloidi in acciaio strutturale a servizio di una centrale elettrica a Charkiv (Ucraina)

### Sistemi di nebulizzazione

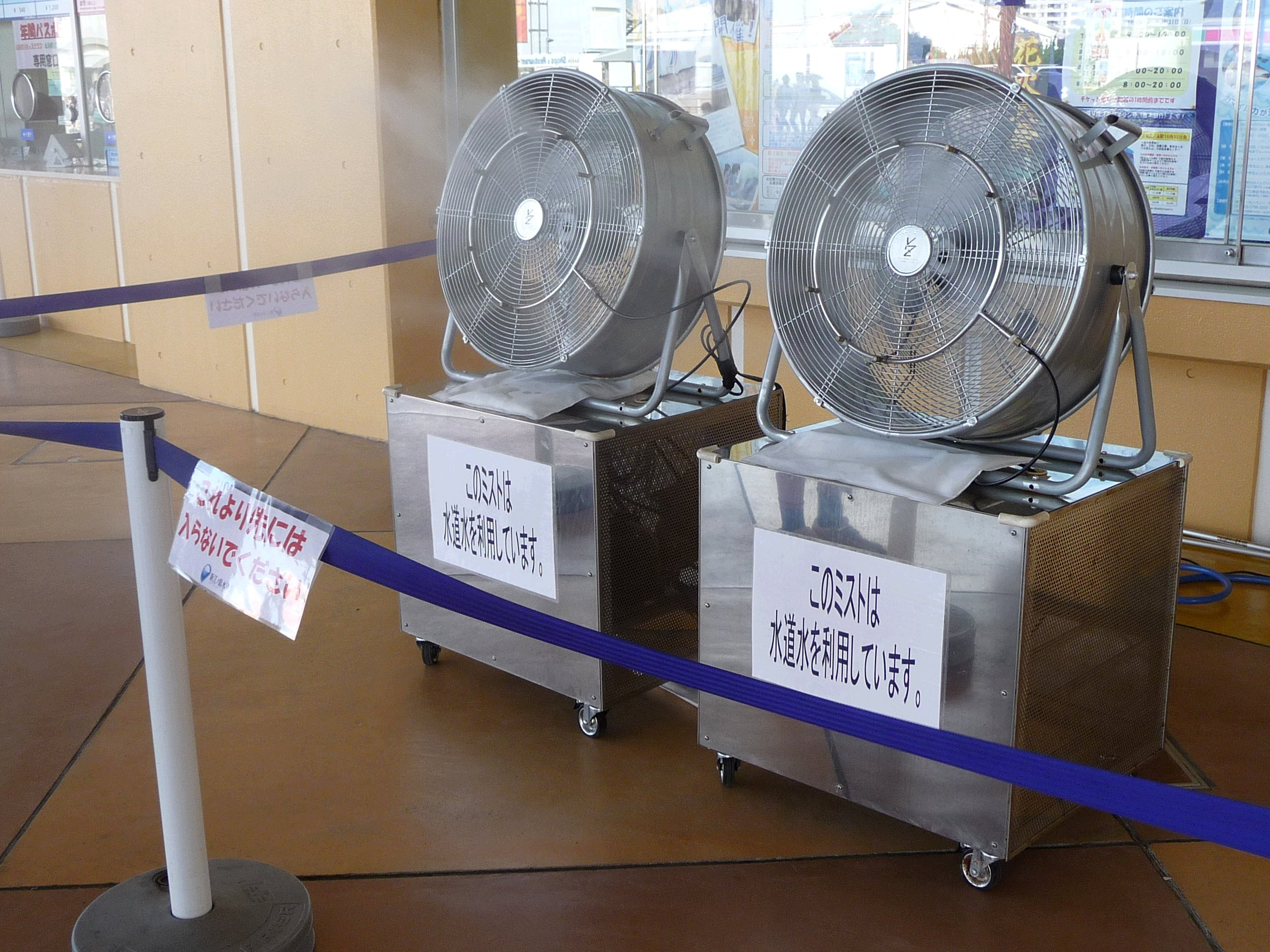
Sistema di nebulizzazione con pompa d'acqua sottostante

I sistemi di nebulizzazione funzionano forzando l'acqua tramite una pompa ad alta pressione e tubi a passare attraverso un ugello nebulizzatore in ottone e acciaio inossidabile che ha un orifizio di circa 5 micrometri, producendo così una nebbia sottilissima. Le gocce d'acqua che creano la nebbia sono così piccole che evaporano istantaneamente. L'evaporazione istantanea può ridurre la temperatura dell'aria circostante anche di 20 °C in pochi secondi. Per i sistemi a terrazza, è ideale montare la linea di nebulizzazione da circa 8 a 10 piedi (da 2,4 a 3,0 m) dal suolo per un raffreddamento ottimale. La nebulizzazione viene utilizzata per applicazioni come aiuole, animali domestici, bestiame, canili, controllo degli insetti, controllo degli odori, zoo, cliniche veterinarie, raffreddamento dei prodotti e serre.

## Prestazioni
Per comprendere le prestazioni di un refrigeratore evaporativo occorre una conoscenza della psicrometria. Le prestazioni del raffreddamento evaporativo sono variabili a causa delle variazioni del livello di temperatura e umidità esterne. Un dispositivo di raffreddamento residenziale dovrebbe essere in grado di ridurre la temperatura dell'aria fino ad un range di 3-4 °C della temperatura di bulbo umido.
È semplice prevedere le prestazioni migliori basandosi sui bollettini meteorologici standard. Poiché i bollettini meteorologici contengono solitamente il punto di rugiada e l'umidità relativa, ma non la temperatura del bulbo umido, per calcolare la temperatura del bulbo umido è necessario utilizzare una carta psicrometrica o un semplice programma per computer. Una volta identificate la temperatura del bulbo umido e la temperatura del bulbo secco, è possibile determinare le prestazioni di raffreddamento o la temperatura dell'aria in uscita del refrigeratore.
Per il raffreddamento per evaporazione diretto, l'efficienza di saturazione diretta, ε, misura in che quantità la temperatura dell'aria che lascia il refrigeratore evaporativo diretto si avvicina alla temperatura a bulbo umido dell'aria in ingresso. L'efficienza di saturazione diretta può essere determinata come segue:
{\displaystyle \epsilon ={\frac {T_{e,db}-T_{l,db}}{T_{e,db}-T_{e,wb}}}}
Dove:
{\displaystyle \epsilon } = efficienza di saturazione del refrigeratore evaporativo diretto (%)
{\displaystyle T_{e,db}} = temperatura di bulbo secco dell'aria in ingresso (°C)
{\displaystyle T_{l,db}} =  temperatura di bulbo secco dell'aria di uscita (°C)
{\displaystyle T_{e,wb}} = temperatura di bulbo umido dell'aria di ingresso (°C)
L'efficienza media evaporativa di solito varia tra l'80% e il 90%. I sistemi più efficienti possono abbassare la temperatura dell'aria secca al 95% della temperatura di bulbo umido, i sistemi meno efficienti raggiungono solo il 50%. L'efficienza di evaporazione diminuisce molto nel tempo.
I tipici tamponi aspenici utilizzati nei refrigeratori evaporativi residenziali offrono circa l'85% di efficienza mentre CELdek di materiale evaporativo tipo Elucidate offre un'efficienza del 90% a seconda della velocità dell'aria. I media CELdek sono utilizzati più spesso in grandi installazioni commerciali e industriali.
Ad esempio, a Las Vegas, con un tipico giorno estivo di 42 °C (108 °F) di temperatura di bulbo secco e 19 °C (66 °F) di temperatura di bulbo umido e circa 8% di umidità relativa, la temperatura dell'aria in uscita di un dispositivo di raffreddamento residenziale con efficienza dell'85% sarebbe:
{\displaystyle T_{l,db}} = 42 °C – [(42 °C – 19 °C) × 85%] = 22,45 °C o 72,41 °F
Ad ogni modo, è possibile utilizzare uno dei seguenti due metodi per stimare le prestazioni:
- utilizzare una carta psicrometrica per calcolare la temperatura del bulbo umido, quindi aggiungere 5-7 °F come descritto sopra;
- utilizzare una regola empirica che stima che la temperatura del bulbo umido sia approssimativamente uguale alla temperatura ambiente, meno un terzo della differenza tra la temperatura ambiente e il punto di rugiada. Come prima, aggiungere 5-7 °F come descritto sopra.

Alcuni esempi chiariscono questa relazione:
- a 32 °C (90 °F) e 15% di umidità relativa, l'aria può essere raffreddata a circa 16 °C (61 °F). Il punto di rugiada per queste condizioni è 2 °C (36 °F);
- a 32 °C e 50% di umidità relativa, l'aria può essere raffreddata a circa 24 °C (75 °F). Il punto di rugiada per queste condizioni è 20 °C (68 °F);
- a 40 °C (104 °F) e 15% di umidità relativa, l'aria può essere raffreddata a circa 21 °C (70 °F). Il punto di rugiada per queste condizioni è 8 °C (46 °F).[23]

Poiché i refrigeratori evaporativi funzionano meglio in condizioni di clima asciutto, sono ampiamente utilizzati e più efficaci nelle regioni aride e desertiche, come gli Stati Uniti sud-occidentali e il Messico settentrionale.
La stessa equazione indica perché i refrigeratori evaporativi sono di uso limitato in ambienti molto umidi: ad esempio, un caldo giorno di agosto a Tokyo può essere di 30 °C (86 °F) con umidità relativa dell'85%, pressione di 1,005 hPa. Ciò fornisce un punto di rugiada di 27,2 °C (81,0 °F) e una temperatura a bulbo umido di 27,88 °C (82,18 °F). Secondo la formula di cui sopra, con un'efficienza dell'85% l'aria può essere raffreddata solo fino a 28,2 °C (82,8 °F), il che lo rende alquanto poco pratico.